# We'll Be Coming Back
Singles de Calvin Harris
Let's Go
(2012) Sweet Nothing
(2012)
We'll Be Coming Back est une chanson du disc jockey britannique Calvin Harris, sortie le 25 juillet 2012 sur le label Fly Eye Records.
Le single est extrait de l'album 18 Months sorti le 26 octobre 2012.

## Liste des pistes
| 1. | We'll Be Coming Back (Original Mix)                | 3:56        |
| 2. | We'll Be Coming Back (Original Extended Mix)       | 6:34        |
| 3. | We'll Be Coming Back (Michael Woods Remix)         | 5:42        |
| 4. | We'll Be Coming Back (R3hab EDC Vegas / NYC Remix) | 5:57 / 6:09 |
| 5. | We'll Be Coming Back (Killsonik Remix)             | 5:32        |
| 6. | We'll Be Coming Back (Jacob Plant Remix)           | 5:02        |

## Classement hebdomadaire
| Classement                         | Meilleure position |
| ---------------------------------- | ------------------ |
| Australie (ARIA)                   | 8                  |
| Danemark (Tracklisten)             | 5                  |
| Finlande (Suomen virallinen lista) | 10                 |
| Nouvelle-Zélande (RMNZ)            | 16                 |
| Pays-Bas (Nederlandse Top 40)      | 28                 |
| Royaume-Uni (UK Singles Chart)     | 2                  |
| Suède (Sverigetopplistan)          | 5                  |